# Хельмбрекер, Дирк
Дирк Хельмбрекер, Теодор Хельмбрекер, также Теодоро Элембрех (нидерл. Dirck Helmbreker, Theodor Helmbreeker, Teodoro Elembrech; 1633, Харлем — 1696, Рим) — голландский живописец-пейзажист Золотого века голландского искусства. Романист. В 1640-х годах работал в Италии.

## Биография
Согласно историографу нидерландской живописи XVII века Арнольду Хоубракену, автору сочинения «Великий театр нидерландских художников и художниц» (De Groote Schouburgh der Nederlantsche Konstschilders en Schilderessen), опубликованного в 1718—1721 годах, Дирк Хельмбрекер родился в Харлеме и стал учеником Питера де Греббера. Дирк был сыном выдающегося харлемского органиста и карильониста Корнелиса Хельмбрекера (ок. 1590—1654) и Трайнтген Спикерс (? 1675). 21 августа 1652 года он отправился к мастеру Аврааму Кёйперу в Кёльн вместе с Винсентом Лaуренсом ван дер Винне Старшим и Гийомом Дюбуа, но затем в 1654 году вернулся в Харлем.
В молодом возрасте он отправился в Италию, в 1654 году был в Венеции. Проживал четыре месяца у литератора Джованни Франческо Лоредана, вскоре после этого отправился в Рим. Путешествовал по Италии, был в Неаполе, Турине (работал на герцога Савойского), Флоренции. В Риме художник оставался до своей смерти в 1696 году. Он женился в Риме 1 мая 1668 года на Анне Петронилле Белардини и вторым браком, также в Риме, в 1677 году на Лауре Катерине де Санти.
Из Рима художник направился во Францию, в Лион, затем в 1656 году, в Париж. В конце 1670-х годов работал вместе с Фредериком де Мушероном в Париже (но более вероятно, что это имело место около 1656 года).
В Риме Хельмбрекер присоединился к группе художников «бамбоччанти» (итал. bamboccianti, от итал. bamboccio, карапуз, пузырь, а также тряпичная кукла, чучело) — группа живописцев бытового жанра, образовавшаяся вокруг нидерландца Питера ван Лара.
В конце 1670-х годов он и фламандский художник Виллем Рейтер были членами группы, известной как «Папская академия виртуозов при Пантеоне». Среди членов этой организации было много выдающихся художников, которые оставили свой след в Риме.

## Галерея

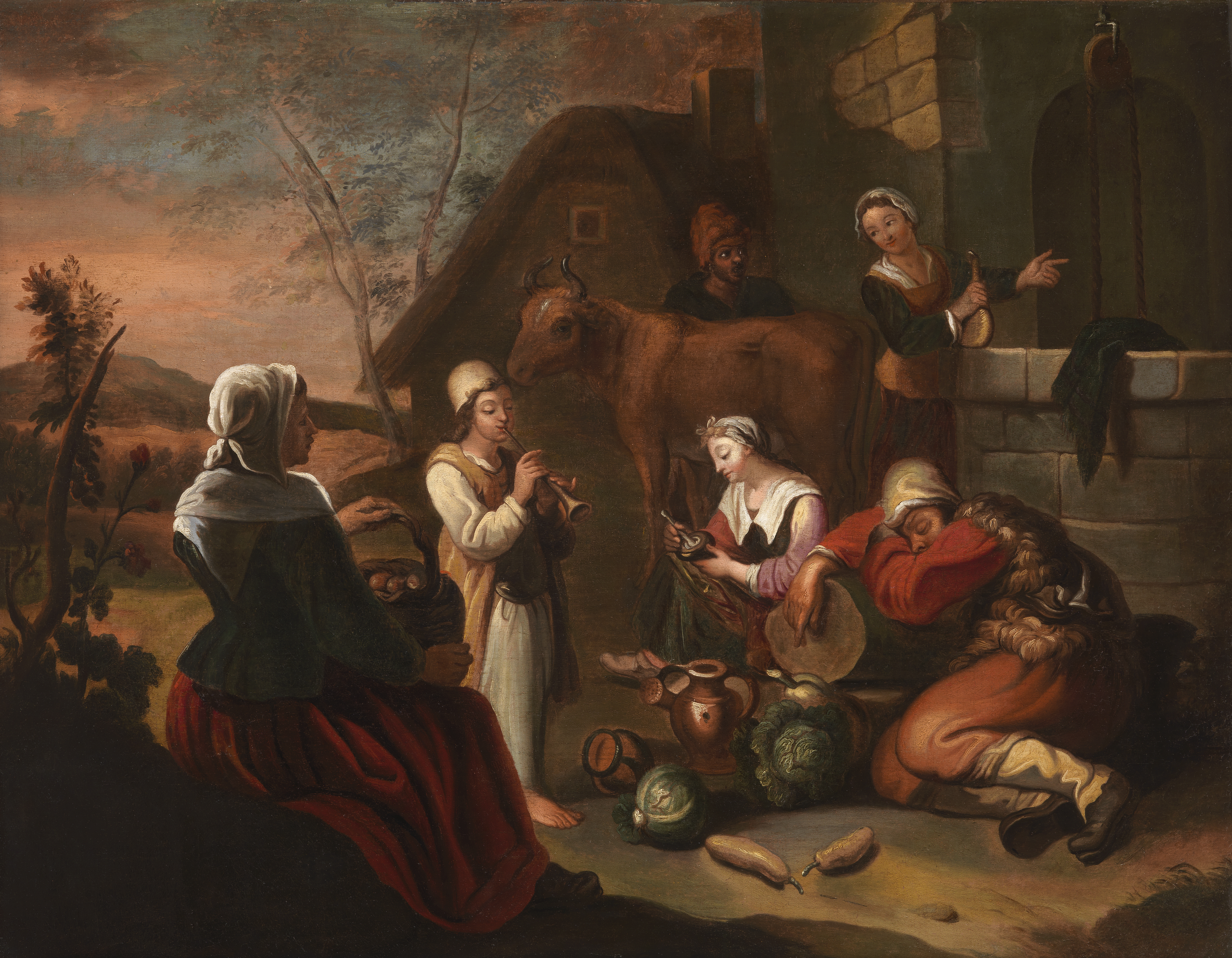
Уличная сцена. Местонахождение неизвестно
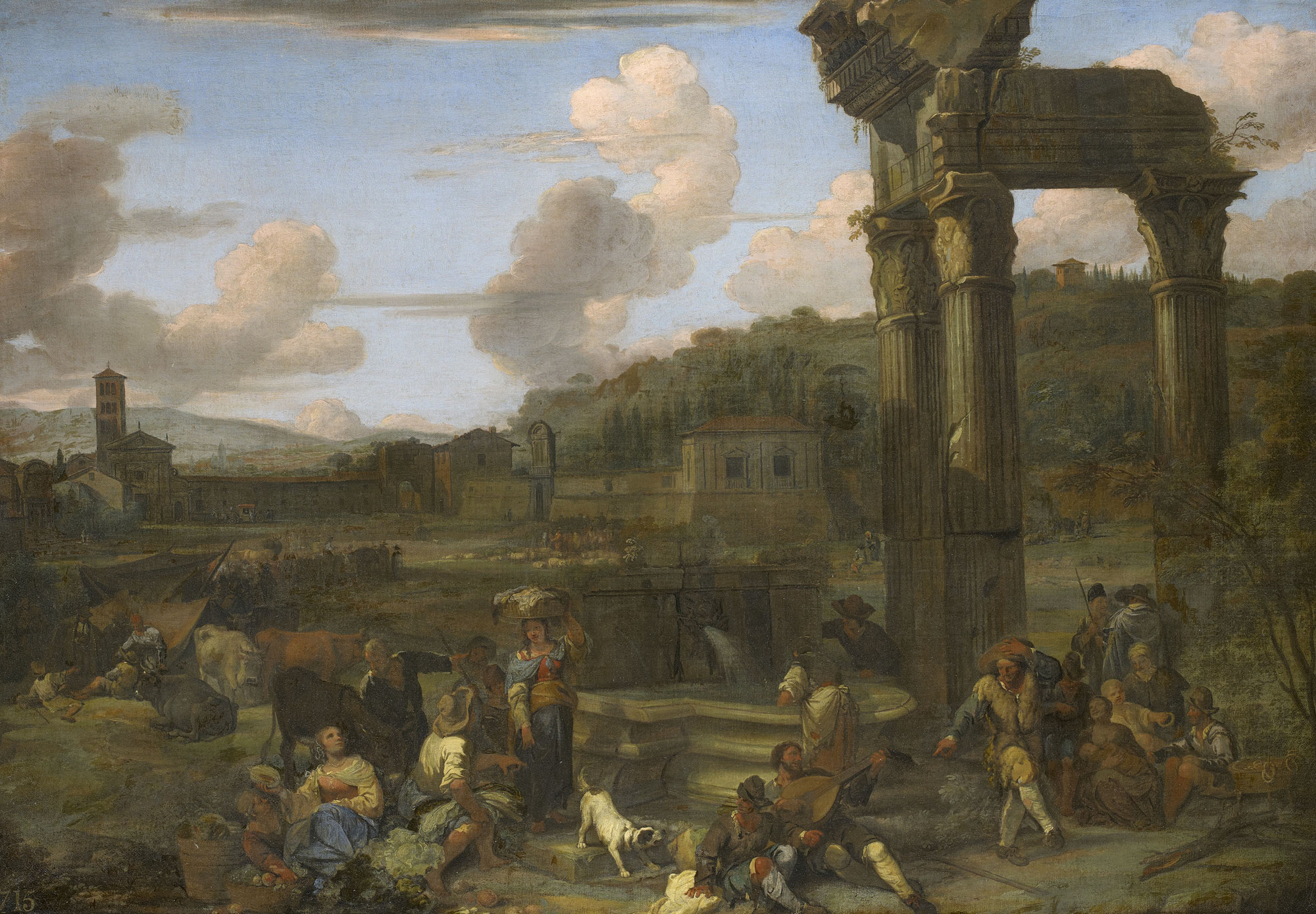
Фигуры в классическом пейзаже с руинами. Между 1653 и 1696. Холст, масло. Королевская коллекция, Великобритания
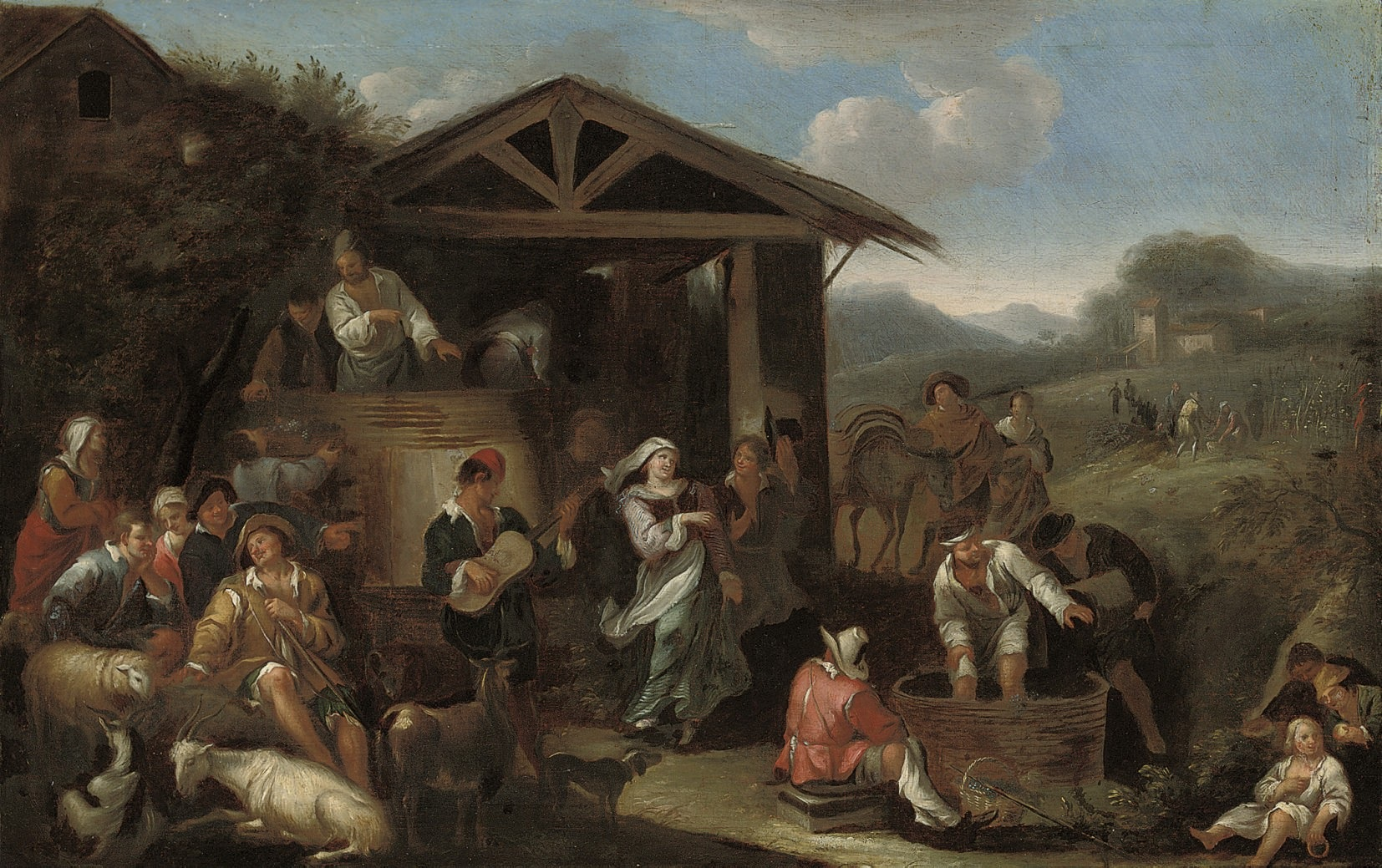
Итальянский пейзаж с крестьянами. Ок. 1650. Холст, масло. Частное собрание
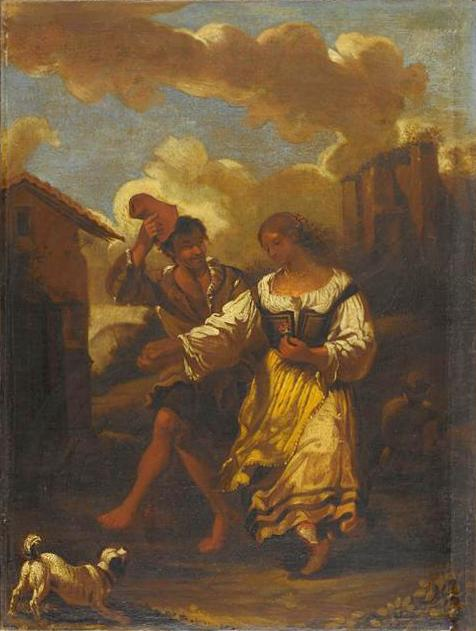
Римская сальтарелла. Музей Маньин, Дижон
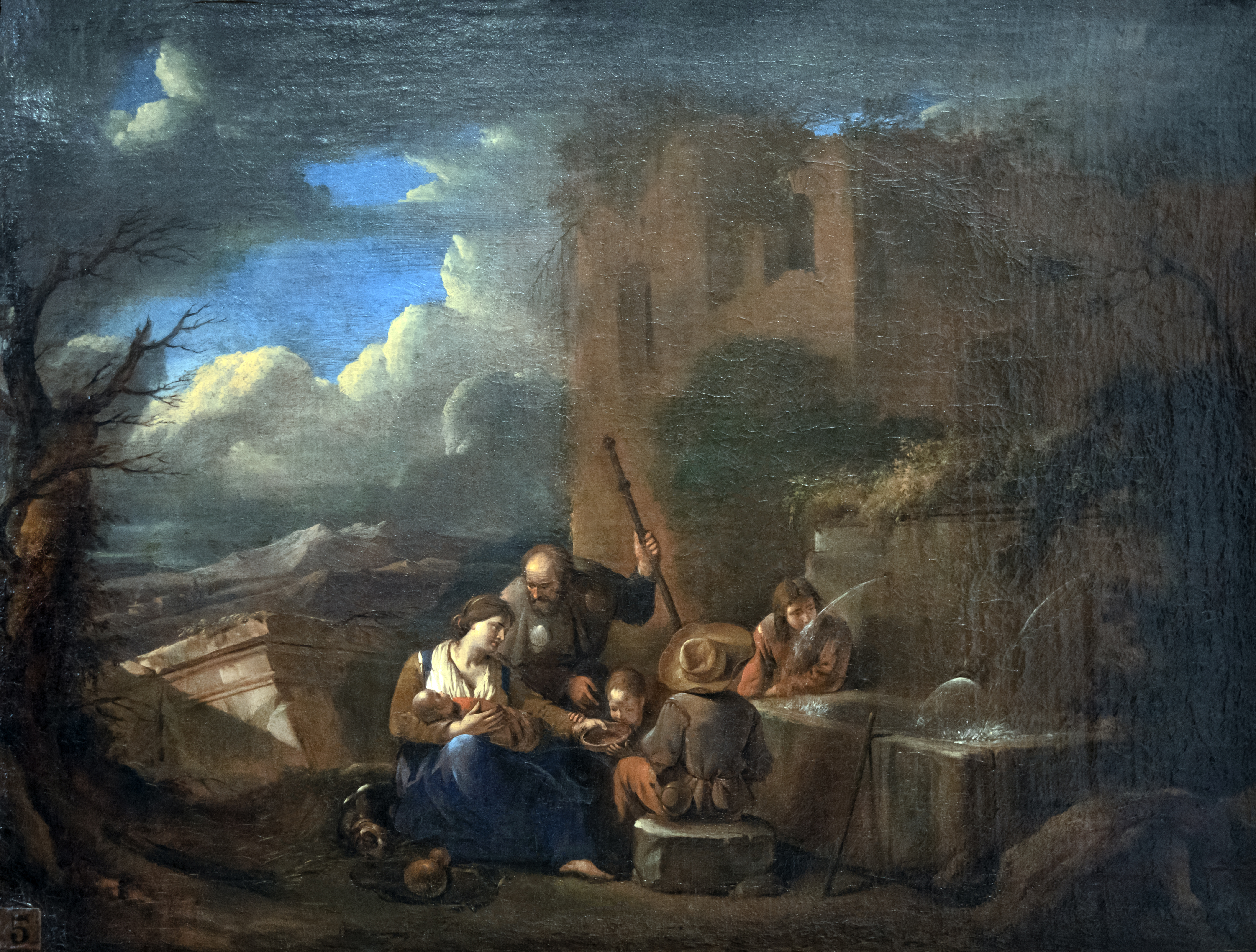
Пилигримы у фонтана. Ок. 1670. Холст, масло. Фонд Бемберга, Тулуза
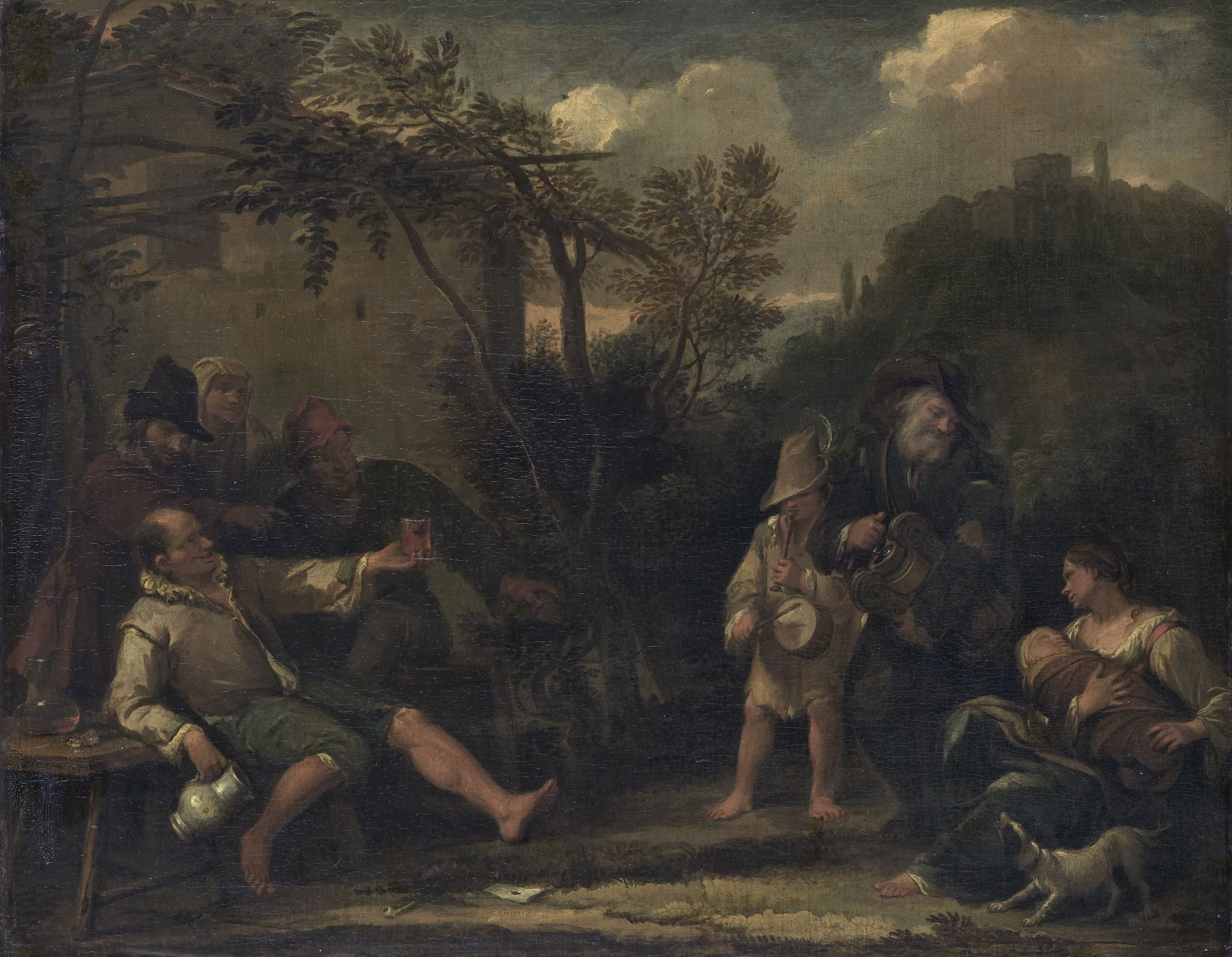
Веселая компания на террасе перед постоялым двором. Между 1675 и 1702. Холст, масло. Рейксмюсеум, Амстердам